# Canton de Fleury-sur-Andelle
Le canton de Fleury-sur-Andelle est une ancienne division administrative française située dans le département de l'Eure et la région Haute-Normandie.

## Géographie
Ce canton était organisé autour de Fleury-sur-Andelle dans l'arrondissement des Andelys. Son altitude variait de 5 m (Romilly-sur-Andelle) à 173 m (Mesnil-Verclives) pour une altitude moyenne de 94 m.

## Histoire
- 1801 : À la création du canton, le chef-lieu en est établi à Grainville.
- 1823 : Transfert du chef-lieu à Écouis.
- 1834 : Transfert du chef-lieu à Fleury-sur-Andelle.

## Représentation

### Conseillers d'arrondissement (de 1833 à 1940)
Le canton d'Écouis, puis de Fleury-sur-Andelle, avait deux conseillers d'arrondissement.
| Période                                  | Période              | Identité                                       | Étiquette                | Qualité |
| ---------------------------------------- | -------------------- | ---------------------------------------------- | ------------------------ | --- |
| 1833                                     | 1836                 | M. Canu                                        |                          | Propriétaire à Écouis                                                                                       |
| 1833                                     | 1842                 | Jacques François Toussaint Letourneur (1789-?) |                          | Notaire, maire de Pont-Saint-Pierre                                                                         |
| 1836                                     | 1842                 | Jean Langlois (1768-1847)                      |                          | Maire d'Écouis                                                                                              |
| 1842                                     | 1852                 | M. Bultel                                      |                          | Maire de Bourg-Beaudouin                                                                                    |
| 1842                                     | 1848                 | Comte du Bosc de Radepont                      |                          | Propriétaire à Radepont                                                                                     |
|                                          |                      |                                                |                          | |
| 1852                                     | 1871                 | Jacques-Antoine Canu                           |                          | Propriétaire, ancien maire d'Écouis                                                                         |
| 1871                                     | 1880                 | Modeste Daliphard (1820-1882)                  |                          | Fabricant d'indienne à Radepont                                                                             |
| 1880                                     | 1886 (décès)         | M. Dieusy                                      |                          | |
| 1886                                     | 1891 (démission)     | Armand Peynaud                                 | Droite                   | Manufacturier, maire de Charleval                                                                           |
| 15 novembre 1891                         | 1909 (décès)         | Louis Delesque                                 | Républicain              | Maire d'Amfreville-les-Champs                                                                               |
| 1892                                     | 14 mars 1895 (décès) | Octave Fauquet                                 | Républicain              | Manufacturier (filateur), maire de Perruel                                                                  |
| mai 1895                                 | 1901                 | Gabriel Roger Crespin (1862-1907)              | Républicain              | Meunier à Charleval                                                                                         |
| 1901                                     | 1904                 | Louis Deschamps                                |                          | Industriel, directeur de filature à Fleury-sur-Andelle, ancien maire du Petit-Quevilly                      |
| 1904                                     | 19..                 | M. Michel                                      |                          | Médecin |
| 1909                                     | 1913                 | M. Desloges                                    | Républicain progressiste | Maire de Fleury-sur-Andelle                                                                                 |
| 1910                                     | 1919                 | Louis Bultel                                   | Républicain progressiste | Agriculteur-fermier, maire de Gaillardbois-Cressenville                                                     |
| 1913                                     | 1940                 | Jacques Levavasseur                            | Républicain progressiste | Propriétaire à Radepont                                                                                     |
| 1919                                     | 1928                 | Anatole-Émile Grout                            | Républicain progressiste | Herbager puis rentier à Fleury-sur-Andelle                                                                  |
| 1928                                     | 1940                 | J. Régnier                                     | Républicain indépendant  | |
| 1940                                     |                      |                                                |                          | Les conseils d'arrondissement ont été suspendus par la loi du 12 octobre 1940 et n'ont jamais été réactivés |
| Les données manquantes sont à compléter. |                      |                                                |                          | |

### Conseillers généraux de 1833 à 2015
| Période                                  | Période      | Identité                   | Étiquette             | Qualité |
| ---------------------------------------- | ------------ | -------------------------- | --------------------- | --- |
| 1833                                     | 1841         | M. Cartier                 |                       | Capitaine de la Garde Nationale de Paris |
| 1841                                     | 1848         | Antoine Passy              |                       | Géologue et botaniste Membre de l'Académie des Sciences Député de l'Eure (1837 - 1848) Ancien Préfet Sous-secrétaire d'Etat au département de l'Intérieur                          |
| 1848                                     | 1852         | Auguste Monton (1802-1854) |                       | Avoué, ancien commissaire administrateur de l'arrondissement des Andelys, maire des Andelys (1829-1851)                                                                            |
| 1852                                     | 1891 (décès) | Augustin Pouyer-Quertier   | Droite Bonapartiste   | Industriel filateur Maire de Fleury-sur-Andelle (1854-1891) Député de Seine-Inférieure (1857-1869) Sénateur de Seine-Inférieure (1876-1891) Président du Conseil général de l'Eure |
| 1891                                     | 1895         | Nicolas Lecomtte           | Républicain modéré    | Filateur, maire de Romilly-sur-Andelle |
| 1895                                     | 1912 (décès) | Armand Peynaud             | Droite                | Manufacturier (filateur et tisseur de coton) Maire de Charleval (1876-1912), ancien conseiller d'arrondissement                                                                    |
| 1913                                     | 1940         | Prosper Josse              | URD                   | Administrateur de sociétés Maire de Perruel Député (1913-1924) Sénateur (1924-1930 et 1939-1945) Nommé conseiller départemental en 1943                                            |
|                                          |              |                            |                       | |
| 1945                                     | 1958 (décès) | Marcel Duval (1916-1958)   | SFIO                  | Agent des impôts, Charleval |
| 1958                                     | 1976 (décès) | René Fleuriel (1919-1976)  | DVD puis UNR puis DVD | Maire de Romilly-sur-Andelle (1952-1976) |
| 1976                                     | 1982         | Guy Maugé                  | PS                    | Ingénieur chimiste Conseiller municipal de Pont-Saint-Pierre |
| 1982                                     | 1988         | Jean-Claude Remy           | RPR                   | Médecin généraliste Maire de Fleury-sur-Andelle depuis 1977 |
| 1988                                     | 2015         | Jacques Poletti            | PS                    | Instituteur puis conseiller pédagogique Maire de Vandrimare (1983-2018) Vice-Président du Conseil Général Suppléant du député Freddy Deschaux-Beaume (1988-1993)                   |
| Les données manquantes sont à compléter. |              |                            |                       | |

## Composition
Le canton de Fleury-sur-Andelle regroupait vingt-deux communes et comptait 16 219 habitants (recensement de 1999 sans doubles comptes).
| Communes                  | Population (2012) | Code postal | Code Insee |
| ------------------------- | ----------------- | ----------- | ---------- |
| Amfreville-les-Champs     | 342               | 27380       | 27012      |
| Amfreville-sous-les-Monts | 471               | 27590       | 27013      |
| Bacqueville               | 404               | 27440       | 27034      |
| Bourg-Beaudouin           | 675               | 27380       | 27104      |
| Charleval                 | 1 872             | 27380       | 27151      |
| Douville-sur-Andelle      | 305               | 27380       | 27205      |
| Écouis                    | 716               | 27440       | 27214      |
| Fleury-sur-Andelle        | 1 901             | 27380       | 27246      |
| Flipou                    | 310               | 27380       | 27247      |
| Gaillardbois-Cressenville | 285               | 27440       | 27274      |
| Grainville                | 472               | 27380       | 27294      |
| Houville-en-Vexin         | 168               | 27440       | 27346      |
| Letteguives               | 184               | 27910       | 27366      |
| Ménesqueville             | 349               | 27850       | 27396      |
| Mesnil-Verclives          | 218               | 27440       | 27407      |
| Perriers-sur-Andelle      | 1 781             | 27910       | 27453      |
| Perruel                   | 401               | 27910       | 27454      |
| Pont-Saint-Pierre         | 935               | 27360       | 27470      |
| Radepont                  | 710               | 27380       | 27487      |
| Renneville                | 201               | 27910       | 27488      |
| Romilly-sur-Andelle       | 2 655             | 27610       | 27493      |
| Vandrimare                | 864               | 27380       | 27670      |

## Démographie
| 1962   | 1968   | 1975   | 1982   | 1990   | 1999   | 2006   | 2011   | 2012   |
| ------ | ------ | ------ | ------ | ------ | ------ | ------ | ------ | ------ |
| 12 894 | 13 156 | 13 675 | 15 163 | 15 899 | 16 219 | 17 205 | 18 120 | 18 247 |